# サマートレック・ゴーキャットジム
サマートレック・ゴーキャットジム（Samartlek Kokietgym、1984年12月4日 - ）は、タイのプロボクサー。バンコク出身。第13代・第15代・第17代・第19代PABAミニマム級王者。以前はサマートレック・チャイヨンジム（Samartlek Chaiyonggym）のリングネームでも活動していた。
サマートレック・チャイヨンジム時代には2011年11月6日の知念勇樹戦で日本のリングに立った。2012年4月21日にはフィリピンでランディ・ペタルコリンとPABAライトフライ級王座決定戦を行ったが、試合に敗れ王座獲得に失敗している。
2014年9月5日に行われた井上尚弥戦の際、サマートレック・ゴーキャットジムのリングネームで日本のリングに立ったことにより、多くの日本語の記事で「サマートレック・ゴーキャットジム」と表記されている。

## 来歴
2010年9月24日、バンコクのサイアム・ソシエティ・ホテル&リゾートでクンポン・キェップラチャーとデビュー戦を行い、3回TKO勝ちを収めた。
2010年10月13日、サムットプラーカーン県バーンボー郡でインタノン・シッチャムアンと対戦し、プロ初黒星となる6回判定負けを喫した。
2010年12月17日、ラーチャブリー県でファーラン・サックリン・ジュニアと対戦し、4回判定勝ちを収め再起に成功した。
2010年12月28日、ウッタラディット県ラップレー郡でインタノン・シッチャムアンと対戦し、6回判定勝ちを収めた。
2011年1月24日、サムットソンクラーム県でムハンマド・ラクマンと対戦し、6回判定勝ちを収めた。
2011年3月26日、WBCインターナショナルミニマム級王者デンバー・クエリョと対戦し、9回1分12秒TKO負けを喫し王座獲得に失敗した。
2011年5月20日、この試合がデビュー戦となるサミンカオ・ソー・タンタワンと対戦し、4回1分5秒TKO勝ちを収め再起に成功した。
2011年11月6日、沖縄県浦添市の浦添市民体育館で知念勇樹（琉球）と対戦し、8回0-3（73-79、2者が74-78）の判定負けを喫した。
2012年2月15日、バンコクでサムエル・テフアヨと対戦し、8回判定勝ちを収め再起に成功した。
2012年4月21日、ネスラ・サシプラパの王座返上に伴いPABAライトフライ級暫定王者ランディ・ペタルコリンとPABAライトフライ級王座決定戦を行い、12回0-3（2者が106-119、107-118）の判定負けを喫し王座獲得に失敗した。
2013年3月8日、ジョアン・ワヒュディとPABAミニマム級暫定王座決定戦を行い、12回3-0（117-111、116-112、118-111）の判定勝ちを収め王座獲得に成功した。
2013年7月、クワンタイ・シッモーセンの王座返上に伴い空位となったPABAミニマム級正規王座に認定された。
2013年10月3日、サンディープとABCOミニマム級暫定王座決定戦を行い、8回KO勝ちを収め王座を獲得した。
2014年1月10日、ロネル・フェレラスの王座返上に伴い空位となったPABAミニマム級王座決定戦でジミー・マサンカイと対戦し、12回3-0（119-109、2者が118-108）の判定勝ちを収め王座返り咲きに成功した。
2014年9月5日、国立代々木第二体育館でWBC世界ライトフライ級王者井上尚弥と対戦し、11回1分8秒TKO負けを喫し王座獲得に失敗した。
2015年1月31日、パッタヤーのパタヤボクシングワールドでミニマム級契約6回戦を行い、6回判定勝ちを収め再起に成功した。
2015年3月29日、ジャック・アミサとミニマム級契約6回戦を行い、6回判定勝ちを収めた。
2015年10月9日、ラムパーン県メーモ郡のサイゴン・スタジアムでファンザー・ンダヒューとABCOミニマム級王座決定戦を行い、8回TKO勝ちを収め王座獲得に成功した。
2016年1月29日、ナコーンシータンマラート県のナムアン・シティ・ホール・グランドでヘンキー・バランサノとPABAミニマム級王座決定戦を行い、3回TKO勝ちを収め1年4ヶ月ぶりのPABA王座返り咲きに成功した。
2016年3月24日、ナーン県のコミュニティ・カレッジ・オブ・ナーンでヘリ・アモルと対戦し、12回3-0の判定勝ちを収めPABA王座の初防衛に成功した。
2016年4月21日、ブリーラム県プラコーンチャイ郡のワット・バーンヤンでボーイ・タントと対戦し、7回TKO勝ちを収めABCO王座の初防衛に成功した。
2016年7月1日、ステヴァヌス・ナナ・バウと対戦し、6回KO勝ちを収めPABA王座の2度目の防衛に成功した。
2016年9月22日、サムエル・テフアヨと対戦し、12回3-0の判定勝ちを収めPABA王座の3度目の防衛に成功した。
2016年11月24日、トミー・セランと対戦し、7回TKO勝ちを収めABCO王座の2度目の防衛に成功した。
2016年12月30日、有明コロシアムでIBF世界ライトフライ級正規王者の八重樫東と対戦し、12回2分13秒TKO負けを喫し王座獲得に失敗した。
2017年3月23日、サコンナコーン県でイチャル・トビダとPABAミニマム級王座決定戦を行い、12回判定勝ちを収めPABA王座へ返り咲くと共に再起した。
2019年6月11日、後楽園ホールで日本フライ級5位の望月直樹と対戦し、8回0-3（73-79×2、72-80）で判定負けを喫した。

## 獲得タイトル
- PABAミニマム級暫定王座（防衛0）
- 第13代PABAミニマム級王座（防衛0）
- ABCOミニマム級暫定王座
- 第15代PABAミニマム級王座（防衛0）
- ABCOミニマム級王座
- 第17代PABAミニマム級王座（防衛3）
- 第19代PABAミニマム級王座（防衛0）